# Rare (álbum)
Rare, às vezes também chamado de Bowie Rare, é uma compilação da RCA Records de canções de David Bowie, lançada no natal de 1982. São canções que perfazem quase toda a carreira de Bowie até então, de 1969 a 1980.
| Críticas profissionais                                                      | Críticas profissionais |
| Avaliações da crítica                                                       | Avaliações da crítica  |
| Fonte                                                                       | Avaliação              |
| --------------------------------------------------------------------------- | ---------------------- |
| Allmusic                                                                    | [ 1 ]                  |
| Esta tabela precisa de ser acompanhada por texto em prosa. Consulte o guia. |                        |

## Faixas
Todas as músicas escritas por David Bowie exceto onde anotado.

### Lado A
1. "Ragazzo Solo, Ragazza Sola" (Bowie, Mogol) – 5:02
  - Versão italiana de "Space Oddity", realizada como single na Itália em 1969.
2. "Round and Round" (Chuck Berry) – 2:41
  - Regravação da canção "Around and Around" de Chuck Berry, gravada nas sessões de Ziggy Stardust, e lançada como lado B do single "Drive-In Saturday"
3. "Amsterdam" (Jacques Brel, Mort Shuman) – 3:25
  - Regravação da canção de Jacques Brel, gravada para as sessões de Ziggy Stardust e lançada como lado B do single "Sorrow"
4. "Holy Holy" – 2:15
  - Nova versão do single de 1970, gravado nas sessões de  Ziggy Stardust e lançado como lado B do single "Diamond Dogs"
5. "Panic in Detroit" – 5:49
  - Gravado ao vivo nos concertos de David Live, e realizado como lado B do single "Knock on Wood"
6. "Young Americans" – 3:11

### Lado B
1. "Velvet Goldmine" – 3:08
  - Gravado durante as sessões de  Ziggy Stardust e lançada como lado B em 1975 no relançamento de "Space Oddity"
2. "Helden"  (Bowie, Brian Eno, Antonia Maass) – 6:07
  - Versão de "Heroes" com letra em inglês e em alemão, lançada como single em 1977 na Alemanha Ocidental.
3. "John, I'm Only Dancing (Again)" – 3:26
4. "Moon of Alabama" (Bertolt Brecht, Kurt Weill) – 3:51
5. "Crystal Japan" – 3:07

## Posições nas paradas
| Ano  | Parada          | Posição |
| ---- | --------------- | ------- |
| 1983 | UK Albums Chart | 34      |
| 1983 | Noruega         | 11      |